# Gumilla longicornis
Gumilla longicornis is een insect uit de familie watergaasvliegen (Osmylidae), die tot de orde netvleugeligen (Neuroptera) behoort. 
Gumilla longicornis is voor het eerst wetenschappelijk beschreven door Walker in 1853. De soort komt voor in het noorden van Zuid-Amerika.